# Jatimulyo (Pedan)
Jatimulyo is een bestuurslaag in het regentschap Klaten van de provincie Midden-Java, Indonesië. Jatimulyo telt 1856 inwoners (volkstelling 2010).